# Chris Singleton (basket-ball, 1989)
Pour les articles homonymes, voir Chris Singleton.
Chris Singleton, né le 21 novembre 1989 à Canton (Géorgie, États-Unis), est un joueur américain de basket-ball. Il évolue aux postes d'ailier fort et pivot.

## Biographie
Il joue trois saisons en National Collegiate Athletic Association (NCAA), chez les Seminoles de l'Université d'État de Floride avant de se rendre éligible pour la Draft 2011 de la NBA. Il est sélectionné au 18e rang par les Wizards de Washington. Après trois saisons, il quitte la NBA pour le championnat chinois.
Il joue deux saisons en Grèce avec le Panathinaïkos (2016-2018).
En juillet 2018, il rejoint le FC Barcelone pour une saison.
En septembre 2019, Singleton rejoint pour une saison l'Anadolu Efes Spor Kulübü. Au mois de juillet 2020, il prolonge son contrat de deux saisons plus une en option.

## Records sur une rencontre en NBA
Les records personnels de Chris Singleton, officiellement recensés par la NBA sont les suivants :
| Type de statistique        | Saison régulière | Saison régulière                          | Saison régulière                 |
| Type de statistique        | Record           | Adversaire                                | Date                             |
| -------------------------- | ---------------- | ----------------------------------------- | -------------------------------- |
| Points                     | 16               | @ Bucks de Milwaukee Pacers de l'Indiana  | 28 février 2012 22 mars 2012     |
| Paniers marqués            | 6                | 3 fois                                    |                                  |
| Paniers tentés             | 14               | @ Bucks de Milwaukee                      | 28 février 2012                  |
| Paniers à 3 points réussis | 4                | @ Raptors de Toronto                      | 1er avril 2012                   |
| Paniers à 3 points tentés  | 6                | Hawks d'Atlanta @ Thunder d'Oklahoma City | 24 mars 2012 27 mars 2013        |
| Lancers francs réussis     | 7                | Bobcats de Charlotte @ Raptors de Toronto | 24 novembre 2012 27 février 2014 |
| Lancers francs tentés      | 10               | Bobcats de Charlotte                      | 24 novembre 2012                 |
| Rebonds offensifs          | 6                | 3 fois                                    |                                  |
| Rebonds défensifs          | 7                | 6 fois                                    |                                  |
| Rebonds totaux             | 12               | Bobcats de Charlotte                      | 24 novembre 2012                 |
| Passes décisives           | 4                | Clippers de Los Angeles                   | 4 février 2012                   |
| Interceptions              | 5                | @ Grizzlies de Memphis                    | 18 mars 2012                     |
| Contres                    | 3                | @ Grizzlies de Memphis                    | 18 mars 2012                     |
| Balles perdues             | 4                | Trail Blazers de Portland                 | 28 novembre 2012                 |
| Minutes jouées             | 43               | Grizzlies de Memphis                      | 25 mars 2013                     |

- Double-double : 1 (au 03/03/2014)
- Triple-double : aucun.

## Palmarès
- Vainqueur de la coupe de Turquie en 2022
- Vainqueur de l'Euroligue 2020-2021 et 2021-2022 avec l'Anadolu Efes.
- Champion de Turquie : 2021
- Vainqueur de la Coupe du Roi : 2019
- Champion de Grèce : 2017, 2018
- Vainqueur de la Coupe de Grèce : 2017